# Ledrada
Ledrada és un municipi de la província de Salamanca a la comunitat autònoma de Castella i Lleó. Limita amb Fuentes de Béjar, La Cabeza de Béjar, Nava de Béjar, Sorihuela, Fresnedoso, Sanchotello, Valverde de Valdelacasa i Puebla de San Medel.

## Demografia
| 1991 | 1996 | 2001 | 2004 |
| ---- | ---- | ---- | ---- |
| 640  | 608  | 574  | 577  |